# Пепеляев, Сергей Геннадьевич
Сергей Геннадьевич Пепеляев (род. 6 декабря 1964 года, Березники, Пермская область) — российский юрист, профессор права НИУ ВШЭ, кандидат юридических наук, главный редактор журнала «Налоговед», автор учебников по налоговому праву, адвокат, управляющий партнёр юридической компании «Пепеляев Групп».

## Биография
Сергей Геннадьевич окончил юридический факультет МГУ по специальности «правоведение» в 1987 году, успешно защитил кандидатскую диссертацию, получив степень кандидата юридических наук в МГУ в 1991 году.
Свою преподавательскую деятельность начал в должности младшего научного сотрудника юридического факультета МГУ имени М. В. Ломоносова в 1989—1995 годах, затем в должности старшего научного сотрудника сектора налогового права Института государства и права РАН в 1995—2002 годах, профессор кафедры финансового права НИУ ВШЭ в 2001—2003 годах.
Был заместителем генерального директора, директором департамента налогов и права ООО «ФБК» в 1995—2002 годах, управляющим партнером ООО «Пепеляев, Гольцблат и партнеры» в 2002—2008 годах, главным редактором журнала «Ваш налоговый адвокат» в 1997—2016 годах.
В настоящий момент является управляющим партнером ООО «Пепеляев Групп» с 2008 года, главным редактором журнала «Налоговед» с 2004 года.

### Профессиональная деятельность
Сергей Пепеляев специализируется на вопросах налогообложения компаний и граждан, а также проблемах инвестиционной деятельности, судопроизводства. Сопровождает бизнес в судебных спорах о законности доначислений налогов и штрафов, об отмене не соответствующих законам ведомственных актов в арбитражных судах, Верховном Суде РФ, Конституционном Суде РФ.
Представлял интересы таких компаний, как «Газпром», «Аэрофлот», АЛРОСА, «ВымпелКом», РУСАЛ, «МегаФон», METRO Cash & Carry, Volkswagen, JTI, Samsung, МТС и др.
Приглашается Конституционным Судом РФ для выражения позиции по делу. Участвовал в совещаниях Высшего Арбитражного Суда РФ по вопросам налогообложения, финансов, арбитражного процесса.

## Общественная деятельность
- Член Научно-консультативного совета Федеральной палаты адвокатов РФ и Совета Адвокатской палаты Московской области[2].
- Член правления Российского союза промышленников и предпринимателей.
- Входит в Экспертный совет Министерства юстиции РФ по мониторингу правоприменения[3], Экспертный совет при Уполномоченном при Президенте РФ по защите прав предпринимателей[4]. Заместитель председателя Экспертного совета по совершенствованию налогового законодательства и правоприменительной практики Торгово-промышленной палаты РФ[5].
- Принимал участие в разработке Налогового кодекса РФ, законов об Олимпийских играх, о трансфертных ценах и др.
- Президент РФ поддержал выработанные с участием С. Г. Пепеляева предложения Торгово-промышленной палаты России, направленные на упорядочивание платежей, не включённых в Налоговый кодекс РФ.

## Научная деятельность
В 2004 году организовал, став главным редактором, издание ежемесячного научно-практического журнала «Налоговед», который входит в Перечень рецензируемых научных изданий, аккредитованных Высшей аттестационной комиссией при Министерстве образования и науки РФ, и Российский индекс научного цитирования.
В октябре 2010 года начал выпускать журнал «Конкуренция и право», посвящённый тенденциям развития и применения конкурентного права. Входит в его экспертный состав.
Преподаёт в МГИМО, является председателем Академического совета магистерской программы НИУ ВШЭ «Комплаенс и профилактика правовых рисков в корпоративном, государственном и некоммерческом секторе».
Участие в научных конференциях
Проводил круглые столы и выступал с докладами на российских и международных конференциях и форумах. В рамках Петербургского международного юридического форума:
- 2016 год — круглый стол «Трансформация судебной системы»[8];
- 2017 год — дискуссионная сессия «Развитие правовых механизмов регулирования экологической деятельности предприятий»[9];
- 2018 год — дискуссионная сессия «Параллельный импорт и селективная дистрибуция: поиск баланса»[10];
- в 2019 году организовал дискуссионную сессию «Законное налоговое планирование или уклонение от уплаты налогов: пределы административной переоценки хозяйственных решений»[11] и выступил на круглом столе Ассоциации "Некоммерческое партнерство «Объединение Корпоративных Юристов» «In-house и консультант: вместе весело шагать! Саморегулирование рынка юридических услуг: Свод обычаев делового оборота. Юридическая культура взаимодействия внутренних юристов компаний и консультантов»[12].

Выступал с докладами на конференциях Ассоциации "Некоммерческое партнёрство «Объединение Корпоративных Юристов» с Конституционным Судом Российской Федерации:
- в 2018 году — «Право неравнодушных. Интеллектуальная собственность в цифровой экономике»;
- в 2019 году — «Персональная ответственность в хозяйственной деятельности как вектор правоприменения».

В рамках Всероссийского налогового форума Торгово-промышленной палаты России:
в 2017 году Сергей Пепеляев провел круглый стол «Дробление бизнеса: решение деловых задач или налоговая уловка?», в 2018 году — «Экологический налог — изменение названия или содержания?».
Является организатором таких ежегодных мероприятий, как:
- Международная научно-практическая конференция «Налоговое право в решениях Конституционного Суда Российской Федерации» (при участии юридического факультета МГУ, Центра информации и организации исследований публичных финансов и налогового права стран Центральной и Восточной Европы, школы права «Статут»);
- Сибирский налоговый форум

## Награды и звания
За свои достижения был неоднократно награждён:
- медалью «За заслуги в защите прав и свобод граждан»;
- серебряной медалью имени Ф. Н. Плевако Архивная копия от 27 декабря 2019 на Wayback Machine;
- орденом Федеральной палаты адвокатов «За верность адвокатскому долгу»;
- благодарностью министра юстиции РФ;
- почетной грамотой Министерства юстиции РФ;
- почетной грамотой Федеральной антимонопольной службы.
- Лауреат премии «Фемида».
- Признан юридическими рейтингами, оценивающими практиков в области налогового права: Chambers and Partners Архивная копия от 6 декабря 2019 на Wayback Machine, The Legal 500 Архивная копия от 6 декабря 2019 на Wayback Machine, Best Lawyers Архивная копия от 2 апреля 2019 на Wayback Machine, Право 300 Архивная копия от 3 июля 2019 на Wayback Machine и т. д.

## Благотворительность и меценатство
В интервью журналу GQ Архивная копия от 6 декабря 2019 на Wayback Machine рассказал о проектах по восстановлению книг, связанных с историей российскогой права. При его поддержке отреставрированы и переизданы:
- Новгородская кормчая 1280 г. Архивная копия от 6 декабря 2019 на Wayback Machine — первый на Руси свод законов и правил (после окончания реставрации представлена в постоянной экспозиции Государственного исторического музея);
- Окладная книга Сибири 1697 г. (после окончания реставрации представлена в постоянной экспозиции Государственного исторического музея);
- П. П. Шафиров «Рассуждение, какие законные причины Петр I, царь и повелитель Всероссийский, к начатию войны против Карла XII, короля шведского, в 1700 году имел…» Архивная копия от 6 декабря 2019 на Wayback Machine — первый российский труд по международному праву, 1617 г.: (переиздан совместно с Музеями Московского Кремля и юридическим факультетом МГУ имени М. В. Ломоносова);
- Жалованная грамота 1710 г. Саве Рагузинскому, подписанная Петром I, которой царь жаловал своему надворному советнику земельные владения Архивная копия от 22 сентября 2019 на Wayback Machine (после окончания реставрации вернулась в экспозицию Государственного исторического музея);
- Книги о избрании на превысочайший престол Великого Российского царствия великого государя царя и великого князя Михаила Федоровича, всея Великия России самодержца, 1673 г. Архивная копия от 6 декабря 2019 на Wayback Machine (переиздана совместно с Музеями Московского Кремля)

Сергей Пепеляев — член Попечительского совета и учредитель Фонда содействия Музеям Кремля Архивная копия от 6 декабря 2019 на Wayback Machine.

## Личная жизнь
В 2016 г. Сергей Пепеляев рассказал в статье журнала «Корпоративный юрист» Архивная копия от 27 декабря 2019 на Wayback Machine, что женат, у него 3 детей и 3 внука.